# Dominic Toninato
Dominic Toninato (* 9. März 1994 in Duluth, Minnesota) ist ein US-amerikanischer Eishockeyspieler, der seit Oktober 2020 bei den Winnipeg Jets in der National Hockey League unter Vertrag steht und parallel für deren Farmteam, die Manitoba Moose, in der American Hockey League zum Einsatz kommt.

## Karriere
Dominic Toninato spielte in seiner Jugend in regionalen High-School-Ligen in seiner Heimat Minnesota. Zum Ende der Saison 2011/12 wechselte er zu den Fargo Force in die United States Hockey League (USHL), die höchste Nachwuchsspielklasse der Vereinigten Staaten, bevor er wenig später im NHL Entry Draft 2012 an 126. Position von den Toronto Maple Leafs berücksichtigt wurde. Anschließend bestritt der Center seine einzige komplette USHL-Saison, in der er in 64 Spielen auf 70 Scorerpunkte kam und infolgedessen ins USHL Second All-Star Team gewählt wurde. Zum Herbst 2013 schrieb sich Toninato an der University of Minnesota Duluth in seiner Heimatstadt ein und lief fortan für deren Eishockeyteam, die Bulldogs, in der National Collegiate Hockey Conference (NCHC) im Spielbetrieb der National Collegiate Athletic Association (NCAA) auf. Auch im Hochschulbereich etablierte er sich in der Folge als regelmäßiger Scorer und gewann mit den Bulldogs in der Saison 2016/17 die NCHC-Playoffs. Darüber hinaus wurde er im gleichen Jahr als bester defensiver Angreifer der Liga geehrt.
Im Sommer 2017 liefen die über den Draft erworbenen Spielerrechte der Maple Leafs an ihm aus, sodass er sich gegen eine Verpflichtung in Toronto entschied und stattdessen als Free Agent mit allen Franchises der National Hockey League (NHL) in Verhandlung treten konnte. Seine Wahl fiel schließlich auf die Colorado Avalanche, bei der er im August 2017 einen Entry Level Contract unterzeichnete. Diese setzte ihn vorerst bei ihrem Farmteam, den San Antonio Rampage, in der American Hockey League (AHL) ein, bevor er im November 2017 sein NHL-Debüt gab und fortan regelmäßig zwischen NHL und AHL rotierte.
Im Juni 2019 wurde Toninato von Colorado im Tausch für Verteidiger Jacob MacDonald an die Florida Panthers abgegeben. Dort war er ein Jahr aktiv, ehe er sich im Oktober 2020 als Free Agent den Winnipeg Jets anschloss.

## Erfolge und Auszeichnungen
- 2013 USHL Second All-Star Team
- 2017 NCHC-Meisterschaft mit der University of Minnesota Duluth
- 2017 Bester defensiver Angreifer der NCHC

## Karrierestatistik
Stand: Ende der Saison 2024/25
(Legende zur Spielerstatistik: Sp oder GP = absolvierte Spiele; T oder G = erzielte Tore; V oder A = erzielte Assists; Pkt oder Pts = erzielte Scorerpunkte; SM oder PIM = erhaltene Strafminuten; +/− = Plus/Minus-Bilanz; PP = erzielte Überzahltore; SH = erzielte Unterzahltore; GW = erzielte Siegtore; 1 Play-downs/Relegation; Kursiv: Statistik nicht vollständig)